# 14543 Sajigawasuiseki
14543 Sajigawasuiseki este un asteroid din centura principală de asteroizi.

## Descriere
14543 Sajigawasuiseki este un asteroid din centura principală de asteroizi. A fost descoperit pe 28 septembrie 1997 la Saji de Observatorul din Saji. Asteroidul prezintă o orbită caracterizată de o semiaxă mare de 3,10 ua, o excentricitate de 0,06 și o înclinație de 12,7° în raport cu ecliptica.